# Карликовый цепень
Ка́рликовый це́пень (лат. Hymenolepis nana) — вид ленточных червей отряда циклофиллид (Cyclophyllidea). Половозрелые особи паразитируют в кишечнике человека, намного реже у мышей и крыс. Является одним из немногих представителей ленточных червей, которые могут осуществлять все стадии жизненного цикла, не выходя из окончательного хозяина.

## Строение

### Строение взрослой особи
Длина тела половозрелой стадии (стробилы) составляет 1—3 см. Состоит из головки (сколекса) (с 4 присосками и хоботком с венчиком из 24—30 крючьев) и до 200 члеников (проглоттид). Сколекс переходит в нечленистую шейку, от которой растут членики; чем дальше членик, тем он старше. Вначале идут незрелые членики, затем гермафродитные, а последние (зрелые) содержат матку, наполненную округлыми или широкоовальными яйцами размером до 40 мкм. Яйцо одето двумя прозрачными оболочками, между которыми идут извивающиеся нити — филаменты, отходящие от утолщённых краёв внутренней оболочки. В яйце находится онкосфера диаметром 16—19 мкм, имеющая три пары крючьев.

### Пищеварительная система
Пищеварительная система отсутствует в связи с длительной эволюцией в условиях паразитизма. Питание осуществляется всей поверхностью тела за счет пиноцитоза тегументом.

### Нервная система
Состоит из нервных узлов на переднем конце тела, от которых к задней части отходят продольные нервные тяжи. Отделившиеся членики способны к самостоятельному движению.

### Двигательная система
Кожно-мускульный мешок состоит из покровной ткани (тегумента) и трёх слоев гладких мышц — продольных, поперечных и дорсовентральных. Движения, осуществляемые ими, медленны и несовершенны.

### Выделительная система
Выделение осуществляется с помощью протонефридиальной системы, состоящей из отдельных выделительных клеток — протонефридий, которые выделяют продукты экскреции в выделительные каналы, а оттуда — непосредственно во внешнюю среду.

### Половая система
Как и у всех паразитов, является самой развитой системой органов. Половая система карликового цепня гермафродитного типа. В незрелых члениках карликового цепня отчетливо выражены 3 шаровидных семенника. Яичник карликового цепня располагается между семенниками в виде плотного удлиненного образования, к которому прилегает лопастный желточник. Половые отверстия открываются на одну сторону стробилы в каждом членике. В зрелых члениках карликового цепня сохраняется только матка, набитая яйцами, 140—180 яиц содержится в каждом членике. Хотя у карликового цепня, как и у других представителей отряда Cyclophyllidea, матка замкнутая, она, как и сам зрелый членик, настолько нежна, что уже в кишечнике отделившиеся зрелые членики разрушаются, и поэтому яйца карликового цепня постоянно выделяются с фекальными массами инвазированного.

## Жизненный цикл

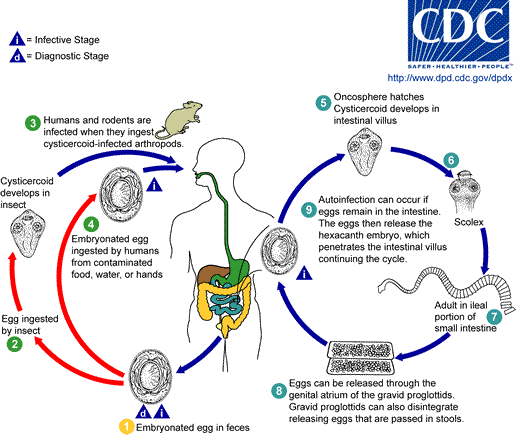
Жизненный цикл карликового цепня

Биология карликового цепня довольно своеобразна, ибо развитие гельминта происходит в организме одного хозяина, который сначала служит для паразита промежуточным хозяином, а затем становится окончательным. Однако не исключается возможность развития карликового цепня и с участием промежуточного хозяина в качестве некоторых насекомых — блох и мучных жуков. Основным хозяином карликового цепня является человек. Человек заражается карликовым цепнем при заглатывании яиц Hymenolepis nana, которые проходят желудок и попадают в верхний отдел тонкой кишки. Здесь онкосфера активными движениями эмбриональных крючьев самостоятельно освобождается от яйца и внедряется в ворсинку или в толщу солитарного фолликула нижней трети тонкого кишечника, где осуществляется тканевая фаза инвазии, когда человек является промежуточным хозяином. Онкосфера через 6—8 суток превращается в цистицеркоид (зародыш, имеющий вздутую переднюю часть с ввернутой головкой, на заднем конце тела — хвостовидный придаток с крючьями). Цистицеркоиды могут развиваться также в лимфоидных фолликулах, в подслизистом слое, т. е. там, куда проникают онкосферы, а также в других органах: печени, брыжеечных лимфоузлах. Через 5—8 суток в результате разрушения ворсинок цистицеркоиды выпадают в просвет кишки. Нельзя исключить также возможного активного освобождения цистицеркоидов карликового цепня из ворсинок. Этим заканчивается тканевая фаза развития и начинается кишечная, когда человек является окончательным для карликового цепня хозяином. Цистицеркоид, имея готовый сколекс, с помощью присосок и крючьев фиксируется к слизистой оболочке тонкой кишки. Начинается процесс стробиляции, который длится в среднем до 2 недель. Таким образом, формирование взрослой особи карликового цепня от момента заражения завершается за 3 недели.

## Симптомы, диагностика и лечение
Боль в животе, снижение аппетита, тошнота, неустойчивый стул, недомогание, слабость, повышенная утомляемость, раздражительность, головная боль. При интенсивных инвазиях карликовым цепнем, как правило, возникают более тяжелые проявления: сильные приступообразные боли в животе, частая рвота, головокружения, судорожные припадки, обмороки, ухудшение памяти, бессонница и др. Диагностика карликового цепня основана на обнаружении яиц в фекалиях. Если у человека обнаружился карликовый цепень, то лучше всего обратиться к врачу-инфекционисту, поскольку лечение от карликового цепня занимает длительное время. Желательно, чтобы лечение проходило в стационаре: у химических аптечных препаратов множество побочных эффектов, да и сам карликовый цепень довольно токсичен для человека, особенно на фоне лечения. По этой причине лечение человека, заражённого карликовым цепнем, требует постоянного наблюдения и контроля со стороны специалиста.